# Dactylocythere brachydactylus
Dactylocythere brachydactylus är en kräftdjursart som beskrevs av Hobbs och Walton 1976. Dactylocythere brachydactylus ingår i släktet Dactylocythere och familjen Entocytheridae. Inga underarter finns listade i Catalogue of Life.